# Ahníkov
Ahníkov (německy Hagensdorf) je zcela zaniklá vesnice v okrese Chomutov. Stála asi 1,5 kilometru jihozápadně od Málkova v nadmořské výšce 353 metrů. Vesnice zanikla v roce 1985 z důvodu rozšiřování hnědouhelného Lomu Nástup.

## Název
Název vesnice je odvozen z německého osobního jména Hagen, které ve střední horní němčině znamená býk, a výrazu pro vesnici ve významu Hagenova ves. Slovo Hagen bylo do staročeštiny přejato ve tvaru Ahna, jehož zdrobněním vznikl přivlastňovací tvar Ahníkov. V historických listinách se jméno vesnice objevuje ve tvarech: Hainstorff (1367), Henkesdorf (1489), Hagelsdorff (1518), Hogensdorff (1608), Hogkensdorff (1623), Hagensdorf (1787) a Ahníkow (1848).

## Historie
Za zakladatele vesnice bývá považován Ahník, syn Milhosta z Mašťova připomínaný v letech 1196–1239, ovšem skutečné počátky vesnice jsou nejasné a první písemná zmínka o ní pochází z roku 1367. Ve čtrnáctém století ve vsi stála tvrz, na které sídlili hasištejnští manové. Okolní krajina v té době patřila pánům ze Šumburka a od roku 1418 Lobkovicům. Posledním majitelem z jejich rodu byl Bohuslav Felix Hasištejnský z Lobkovic, který roku 1578 prodal vesnici i s manstvím Linhartovi Štampachovi ze Štampachu. Linhart zastával funkci hasištejnského hejtmana a v roce 1581 mu císař Rudolf II. propustil ahníkovský statek z manství.
Linhart zbohatnul a v roce 1606 koupil hasištejnské panství, ale jako sídlo si zvolil Ahníkov, kde přestavěl starou tvrz na zámek. Hlavní zámecké křídlo přistavěl až jeho syn Linhart mladší Štampach ze Štampachu, který za účast na stavovském povstání v letech 1618–1620 přišel o celý majetek. Po čase mu byla třetina zaplacena, ale majitelem Ahníkova se roku 1623 stal Jaroslav Bořita z Martinic. Po třicetileté válce ve vsi fungoval pivovar, ve kterém se vařilo deset čtyřvěderních sudů piva ročně. Na polích se pěstovalo žito, které spolu s dobytkem tvořilo hlavní zdroj obživy obyvatel.
Zemědělství zůstalo dominantní složkou vesnického hospodářství až do devatenáctého století, kdy byly v okolí zakládány první hnědouhelné doly. K hlavním zemědělstvím odvětvím patřilo pěstování obilnin, cukrové řepy, brambor, ale také ovocnářství a pěstování chřestu. V rybnících se chovali kapři a líni.
Ve vsi nebyla škola, a děti proto docházely do Zásady. Chyběly i další služby jako pošta, lékař nebo četnická stanice, které bývaly k dispozici v Kralupech. Během druhé světové války zámecký areál sloužil jako zajatecký tábor.
Vesnice zanikla v důsledku rozšiřování těžby hnědého uhlí v prostoru Lomu Nástup. Ještě v roce 1981 ve vsi žilo 133 obyvatel, z nichž se většina odstěhovala do Chomutova, Klášterce nad Ohří, Kadaně a Málkova. Samotná vesnice byla zbořena v roce 1986, ale v severní části katastrálního území stojí domy Málkova, Zelené a areál drůbežárny.

## Přírodní poměry

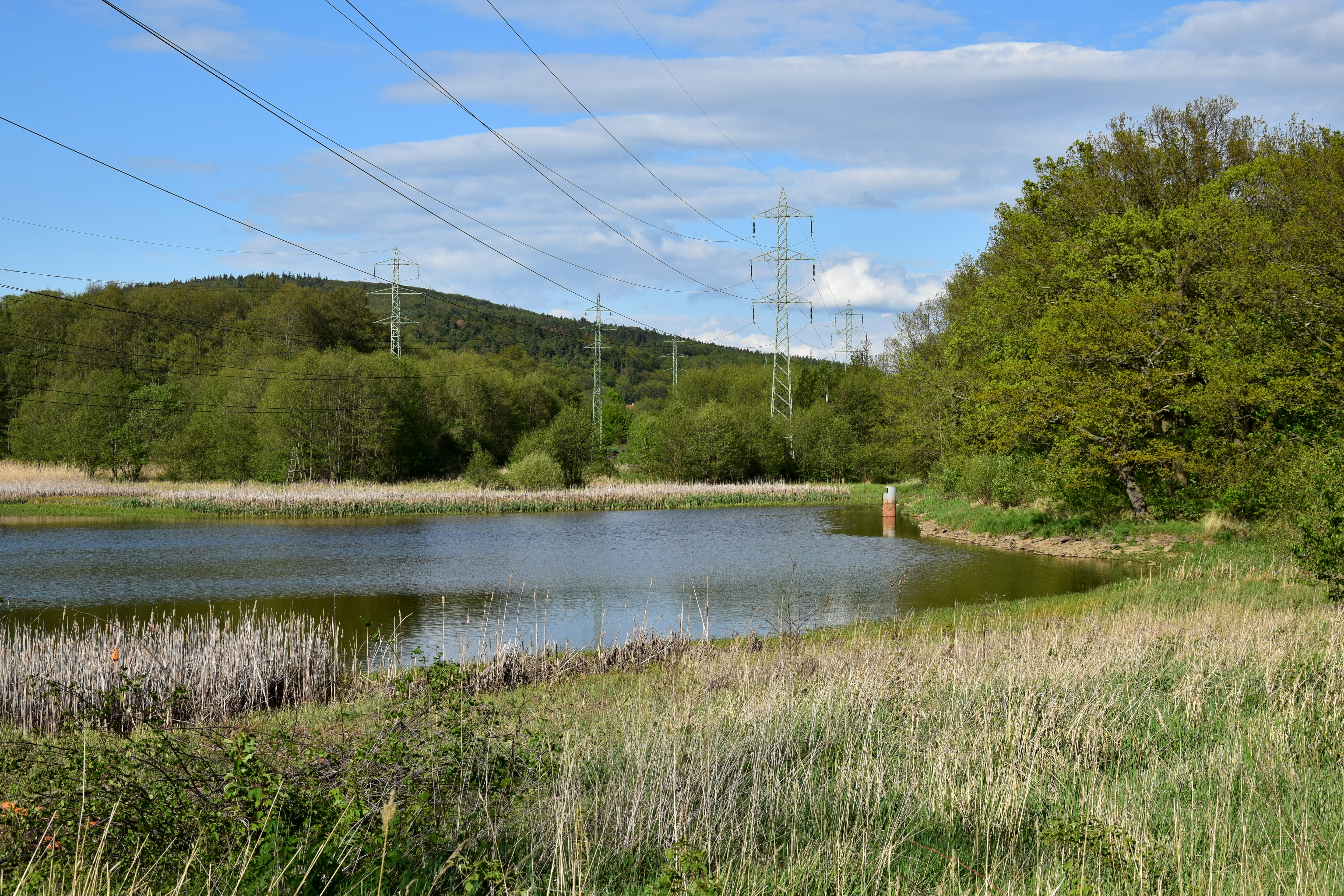
Tříselný rybník

Ahníkov stával ve stejnojmenném katastrálním území s rozlohou 4,49 km² asi 7,5 kilometru jihozápadně od Chomutova v nadmořské výšce okolo 353 metrů. Oblast se nachází v západní části Mostecké pánve, resp. v jejím okrsku Březenská pánev, jejíž povrch byl výrazně přeměněn povrchovými lomy. Severní hranici katastrálního území tvoří tok Přivaděče Ohře–Bílina, podél kterého vedou o něco jižněji regulovaná koryta Lideňského potoka a Lužničky. V severozápadní části území se nachází Tříselný rybník. Západně od vesnice, v místech kde stával Sklepní hostinec, vyvěral pramen kyselky, který zanikl roku 1925 vlivem těžby uhlí.
V rámci Quittovy klasifikace podnebí většina katastrálního území Ahníkov leží v teplé oblasti T2, ale severozápadní oblast patří do mírně teplé oblasti MT11. Pro oblast T2 jsou typické průměrné teploty −2 až −3 °C v lednu a 18–19 °C v červenci. Roční úhrn srážek dosahuje 550–700 milimetrů, počet letních dnů je 50–60, počet mrazových dnů se pohybuje mezi 100–110 a sněhová pokrývka zde leží průměrně 40–50 dnů v roce. Oblast MT11 je mírně chladnější a vlhčí.

## Obyvatelstvo
Při sčítání lidu v roce 1921 zde žilo 385 obyvatel (z toho 193 mužů), z nichž bylo 375 německé a zbývajících deset československé národnosti. Kromě osmnácti evengelíků se všichni hlásili k římskokatolické církvi. Podle sčítání lidu z roku 1930 měla vesnice 500 obyvatel. Kromě 99 Čechoslováků a 397 Němců zde žili také čtyři cizinci. Náboženská struktura byla mnohem pestřejší. Nejvíce lidí stále patřilo k římskokatolické církvi, ale žilo tu také dvacet evangelíků, osm příslušníků církve československé, jeden žid, čtyři členové jiných církví a jedenáct lidí bez vyznání.
|           | 1869 | 1880 | 1890 | 1900 | 1910 | 1921 | 1930 | 1950 | 1961 | 1970 | 1980 | 1991 | 2001 | 2011 |
| --------- | ---- | ---- | ---- | ---- | ---- | ---- | ---- | ---- | ---- | ---- | ---- | ---- | ---- | ---- |
| Obyvatelé | 250  | 315  | 314  | 348  | 363  | 385  | 500  | 329  | 258  | 199  | 146  | 5    | 28   | 31   |
| Domy      | 41   | 46   | 47   | 54   | 60   | 54   | 80   | 92   | 54   | 54   | 42   | 1    | 7    | 8    |

## Obecní správa a politika
Při sčítání lidu v letech 1869–1950 býval Ahníkov obcí v okrese Chomutov. Od roku 1961 patřil k Málkovu jako část obce, která byla k 1. červenci 1985 zrušena.
Dne 22. května 1938 se konaly volby do obecních zastupitelstev. Z rozdělených 282 hlasů v Ahníkově získala 217 hlasů Sudetoněmecká strana, dvacet hlasů Německá sociální demokracie a 45 hlasů ostatní české strany.

## Pamětihodnosti
Nejvýznamnější památkou ve vesnici byl renesanční ahníkovský zámek postavený v letech 1615–1620. Před zámkem stála socha svatého Jana Nepomuckého z doby okolo roku 1730 a v zámeckém parku barokní kaple z konce osmnáctého století. Druhá kaple na návsi pocházela z roku 1831 a měla obdélný půdorys s trojbokým zakončením. Uvnitř byl obraz svatého Františka od V. Heindlicha z roku 1859. U domu čp. 39 stávala boží muka pozdně gotického typu z doby okolo roku 1700. V Novém Ahníkově stála socha svatého Floriána z konce první čtvrtiny osmnáctého století. Severozápadně od vesnice stával hostinec Na Sklepě se zbytky augustiniánského kláštera, který byl založen roku 1333 klášterem v Crimmitschau a zanikl během husitských válek v roce 1421.
Dvě drobné památky, prstencová boží muka a kamenné odpočívadlo, byly v první polovině osmdesátých let dvacátého století přemístěny k parkovišti u Hasištejna. Socha svatého Jana Nepomuckého stojí v Místě.

## Osobnosti
- Karl Reissig (1832–1908), brněnský advokát, moravský zemský poslanec, rodák z Ahníkova[23]
- Rudolf Čechura (1931–2014), spisovatel, autor večerníčkového Maxipsa Fíka, působil ve vesnici jako učitel[24]